# Габродолерит

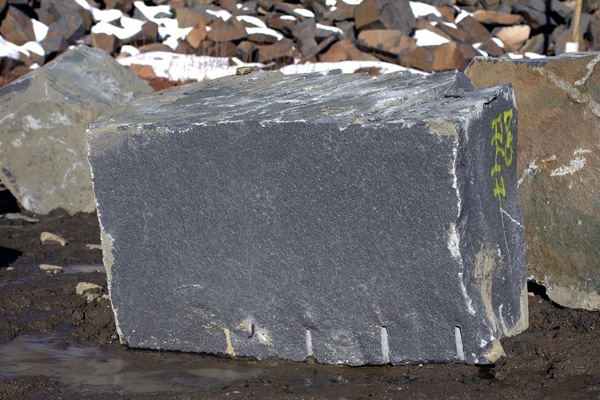
Блок габродіабазу (габродолериту)

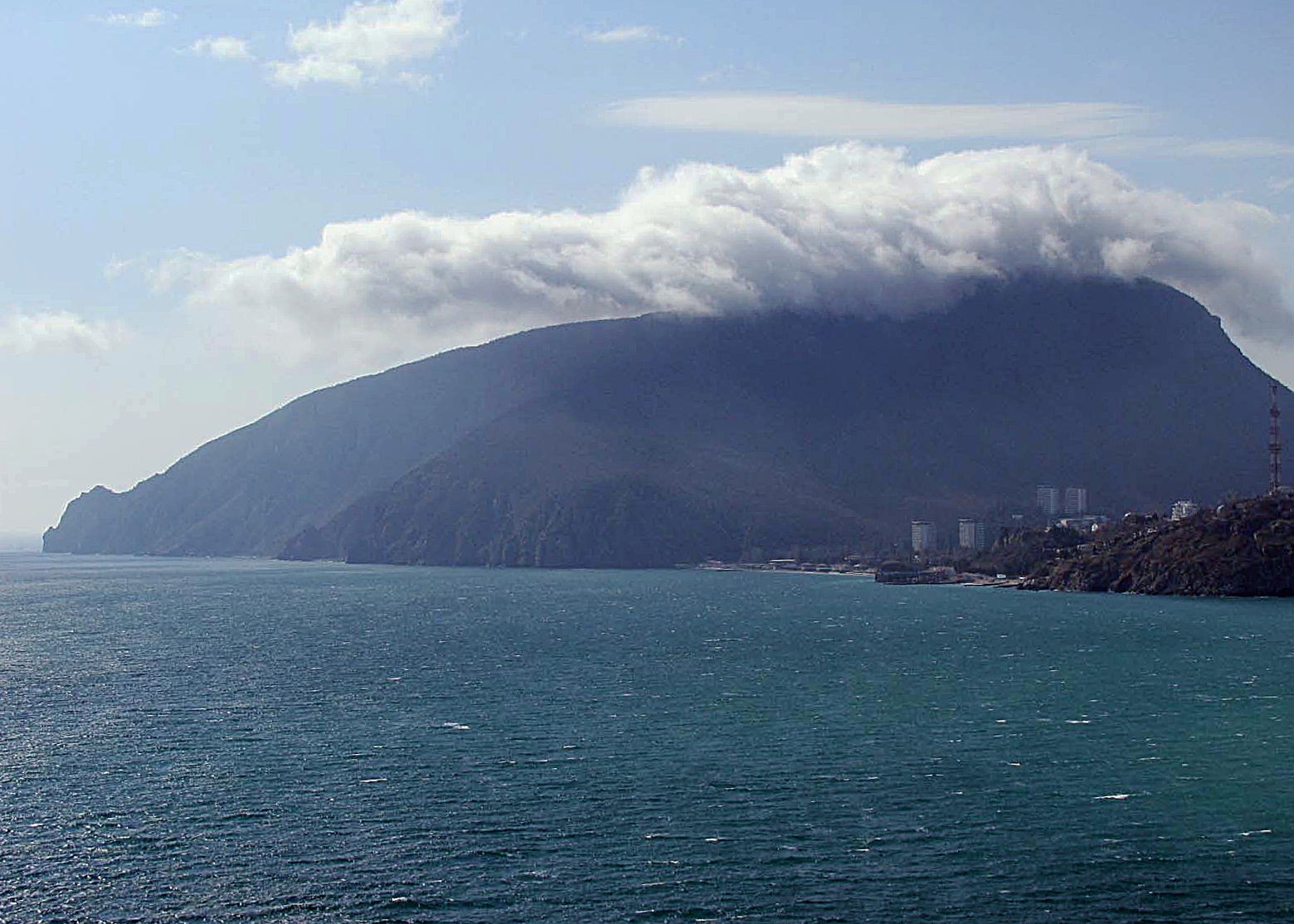
Ведмідь-гора (Крим, Україна). Складена габродолеритом

Габродолерит (застаріла назва габро-діабаз) — повнокристалічна дрібнозерниста вулканічна гірська порода, хімічно і за мінеральним складом близька до базальту.

## Загальна характеристика
Габродолерит характеризується порівняно малим вмістом кремнезему (45-52 %). Забарвлення долериту темно-сіре або зеленувато-чорне. Структура діабазова (офітова); утворена безладно розташованими витягнутими кристалами плагіоклазу, проміжки між якими заповнені авгітом. Добре акумулює, а потім віддає тепло, найдовше з відомих порід не втрачає художніх властивостей і якості полірування.
Габродолерит використовується для виробництва блочного дорожнього каменю (бруківка, бордюри), для виробництва ритуальних виробів, в машинобудуванні, а також в будівництві як цокольний камінь, частково йде на бут і щебінь, використовується як камінь для печей-кам'янок в лазнях і саунах.
Блоки з габродолериту і вироби з нього за всіма параметрами відповідають вимогам до порід для виробництва облицювальних, архітектурно-будівельних, меморіальних та інших виробів.
Всього в світі існує три райони видобутку блочного габродолериту:
- Австралійський габро-діабаз .
- Кримський габро-діабаз.
- Карельський габро-діабаз.

## Фізико-механічні властивості габродолеритів Карелії
- Густина — 3,07 г/см³
- Водопоглинання — 0,1 %
- Морозостійкість — 300 циклів
- Стираність — 0,07 г/см²
- Радіоактивність — до 74 беккерелів/кг